# Igor Feld
Igor Emiljewicz Feld (ros. Игорь Эмильевич Фельд, ur. 21 lutego 1941 w Leningradzie, zm. 15 lutego 2007) – radziecki lekkoatleta, skoczek o tyczce,  zwycięzca europejskich igrzysk halowych z 1967.
Wystąpił w skoku o tyczce na igrzyskach olimpijskich w 1964 w Tokio, gdzie w finale zajął 9. miejsce. Zdobył brązowy medal na uniwersjadzie w 1965 w Budapeszcie. Na europejskich igrzyskach halowych w 1966 w Dortmundzie zajął 4. miejsce. Zajął 10. miejsce na mistrzostwach Europy w 1966 w Budapeszcie.
Zwyciężył na europejskich igrzyskach halowych w 1967 w Pradze (poprzedniku halowych mistrzostw Europy).
Był mistrzem ZSRR na otwartym stadionie w 1967 i w hali w 1965.
Jego rekord życiowy wynosił 5,15 m i pochodził z 1967.
Po zakończeniu kariery zawodniczej był działaczem sportowym, przewodniczącym lekkoatletycznej federacji Petersburga.